# Macrophyllodromia splendida
Macrophyllodromia splendida är en kackerlacksart som beskrevs av Morgan Hebard 1920.
Macrophyllodromia splendida ingår i släktet Macrophyllodromia och familjen småkackerlackor. Artens utbredningsområde är Panama. Inga underarter finns listade i Catalogue of Life.